# 加藤小百合
加藤 小百合（かとう さゆり、1974年2月26日 - ）は、CBCテレビ（CBC）の社員。元アナウンサー。
愛知県名古屋市出身。金城学院大学卒業。

## 来歴
大学卒業後、1996年にCBCにアナウンサーとして入社。シャ乱QのたいせープロデュースのCBC女子アナユニット「Love Power Beauty」（LPB）の第一期メンバーである（バックコーラス担当）。2002年に秘書室へ異動。2009年現在、CBCクラブ事務局に勤務。2021年現在、人材開発部の部長になっている。

## アナウンサー時代の担当番組

### テレビ番組
- ばっかうけCBC
- 輝け!新タレント名鑑
- サンデードラゴンズ
- 興味の生ルツボ（司会）
- ユーガッタ!CBC （月曜コーナー担当、中継担当）
- 晴れ・どきドキ晴れ（『キユーピー3分クッキング』担当）
- グッデイCBC
- 視聴率ダイオー

### ラジオ番組
- 0時半です松坂屋ですカトレヤミュージックです（アシスタント）
- 快楽シャワー王国（中期までのレギュラー）
- easyM （パーソナリティ）
- 彦野利勝スポーツBEAT